# Асылбаев, Пётр Мауленович
Пётр Мауленович Асылбаев (3 июня 1954, Караганда) — советский футболист, защитник. Мастер спорта СССР (1982). Тренер, функционер.

## Биография
Родился в многодетной шахтёрской семье (старшая дочь, пятеро сыновей). Братья Владимир (1945—1995) и Александр (род. 1957) тоже были футболистами.
С детства занимался футболом и хоккеем. Был лучшим бомбардиром «Золотой шайбы», приглашался в сборную области. Двукратный победитель районного чемпионата по шахматам.
Воспитанник «Шахтёра» Караганда, тренеры Анатолий Владимирович Чудинов и Андрей Садыкович Гумиров. В 1971 году — игрок юношеской команды «Шахтёр» Караганда в чемпионате Казахской ССР и юношеской сборной СССР (28 матчей). В 1972 году дебютировал за «Шахтёр» в первой лиге, проведя единственный матч 14 октября в гостях против «Пахтакора» (1:5). В следующем году команда вылетела во вторую лигу, где Асылбаев и провёл всю оставшуюся карьеру. В 1982—1983 годах выступал за «Булат» Темиртау. В 1985 году вернулся в «Шахтёр», но в следующем году, будучи самым возрастным игроком, был исключён из состава и завершил карьеру. Был назначен начальником команды, но в конце года перешёл на работу старшим инструктором в областной спорткомитет. Работал в «Шахтёре» директором, заместителем директора, тренером, главным тренером. Был главным тренером в командах «Химик» Степногорск (1998—1999), «Кокше» Кокчетав (1999). С 2003 года — руководитель ДЮСШ «Шахтёр». Член комитета ветеранского футбола КФФ.